# Heilig Bloedprocessie (Brugge)

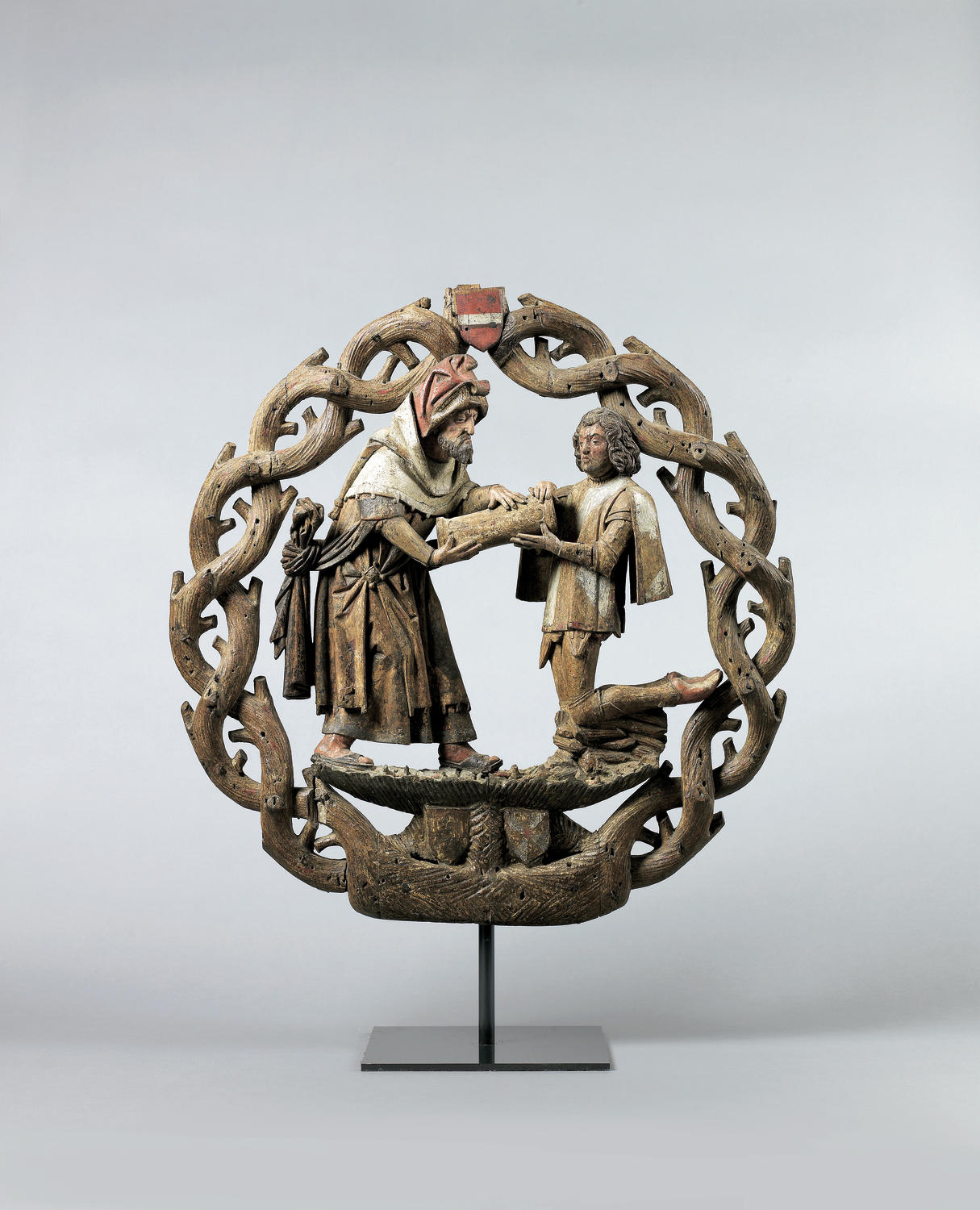
Anoniem, Pareerkaars van het Heilig Bloed (collectie Koning Boudewijnstichting)

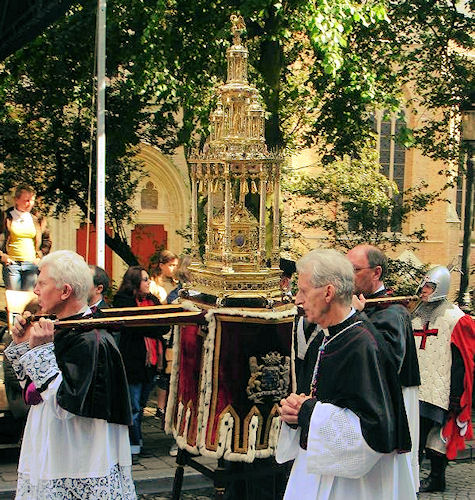
Het reliekschrijn van het Heilig Bloed.

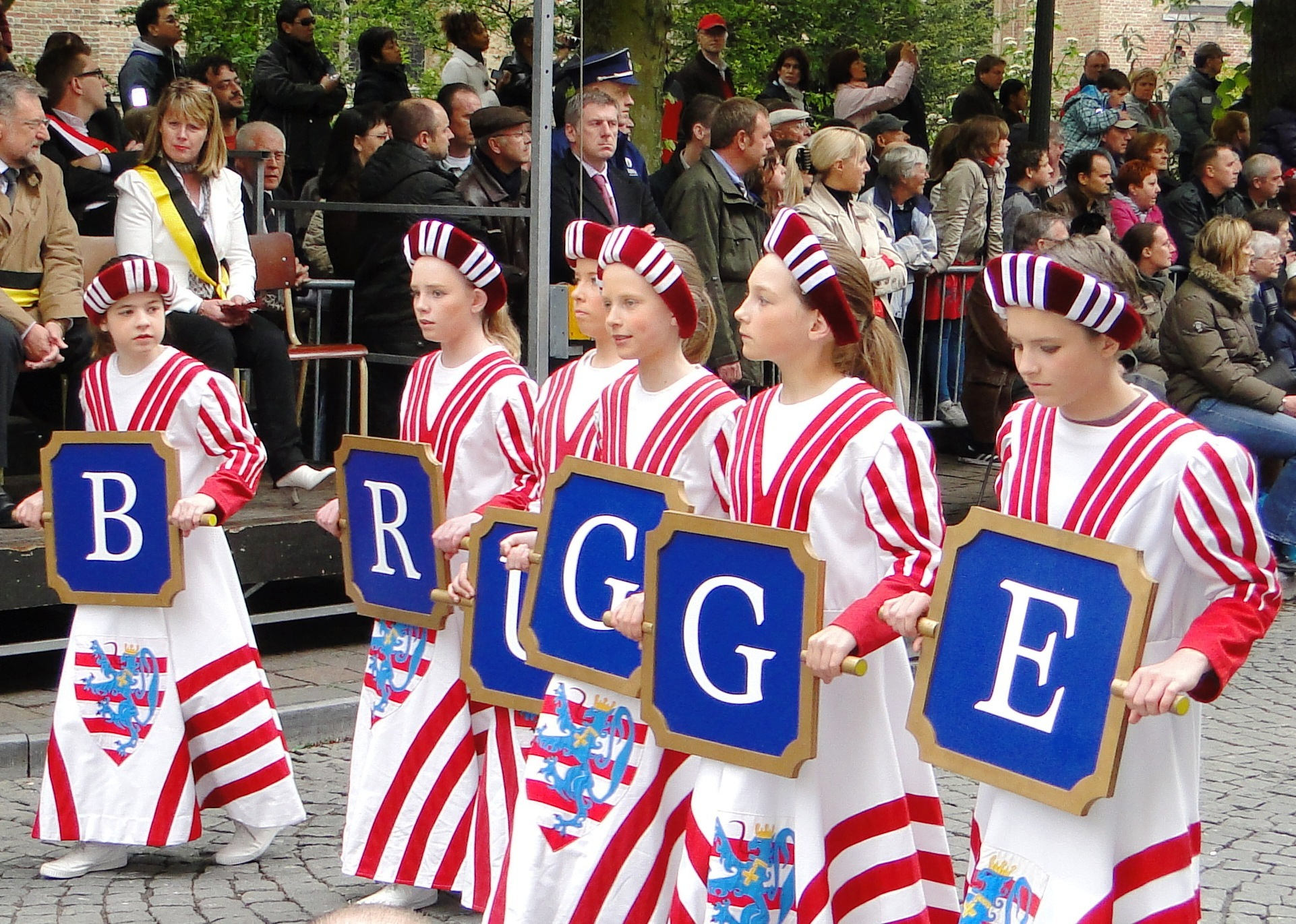

De Heilig Bloedprocessie in Brugge is een jaarlijkse processie rond de relikwie van het Heilig Bloed. Sinds 2009 staat de processie ingeschreven op de lijst van het immaterieel cultureel werelderfgoed van de UNESCO.

## Geschiedenis
De oudste vermeldingen van de aanwezigheid van de Heilig Bloedrelikwie dateren van 1255 en 1265 (telkens in verband met een eed te zweren op het Bloed van Christus in de Sint-Basiliuskapel). Geloofwaardige getuigenissen hierover werden afgelegd tijdens een proces in 1270.
Voor wat de Heilig Bloedprocessie betreft, vindt men een eerste vermelding van een Heilig Bloedommegang die op het feest van de Heilig Kruisvinding, 3 mei, in het jaar 1304 werd gehouden. Het zijn de stadsrekeningen die er bericht over geven. Op 1 juni 1310 vaardigde paus Clemens V in Avignon een plechtige bul uit die de verering van het Heilig Bloed in Brugge officieel erkende. Hij deed dit op verzoek van de stadsmagistraat van Brugge.
Daarnaast vindt men een vermelding van de processie terug in een keure van het gild van de pijnders (lossers) dat gedateerd is 1291, maar waarschijnlijk, zoals een kopie ervan uit de vijftiende eeuw laat vermoeden, pas van enkele decennia later dateert. Daaruit blijkt dat de Brugse gilden en ambachten verplicht waren aan de processie deel te nemen.
Vanaf 1310 besliste de Brugse stadsoverheid de feesten rond het Heilig Bloed, met de processie en de veertiendaagse plechtigheden, te laten samenvallen met de jaarmarkt (de Meifoor). Op die manier, en ook door de stadsboden die Vlaanderen doorkruisten, groeiden de volkstoeloop en de devotie voor het Heilig Bloed aanzienlijk.

## Inhoud van de processie

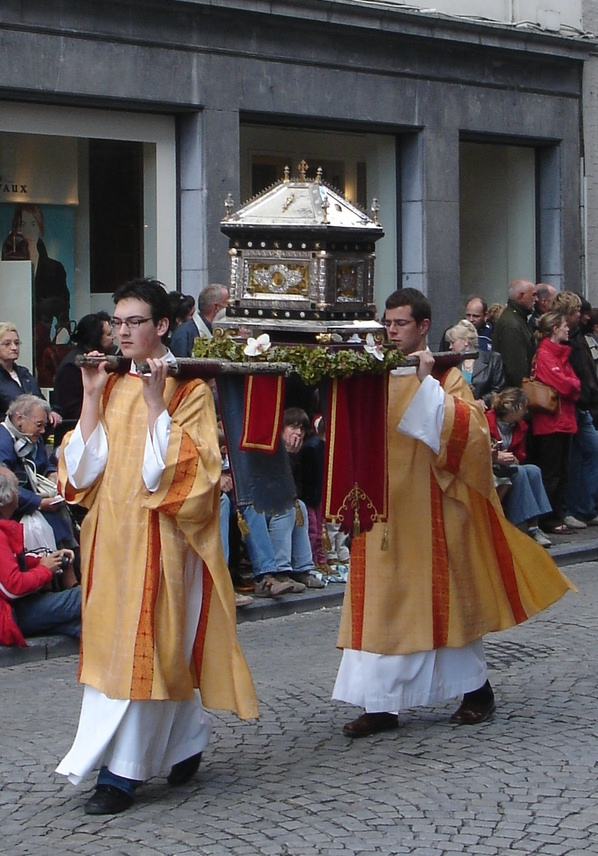
Reliekschrijn Sint Donatius

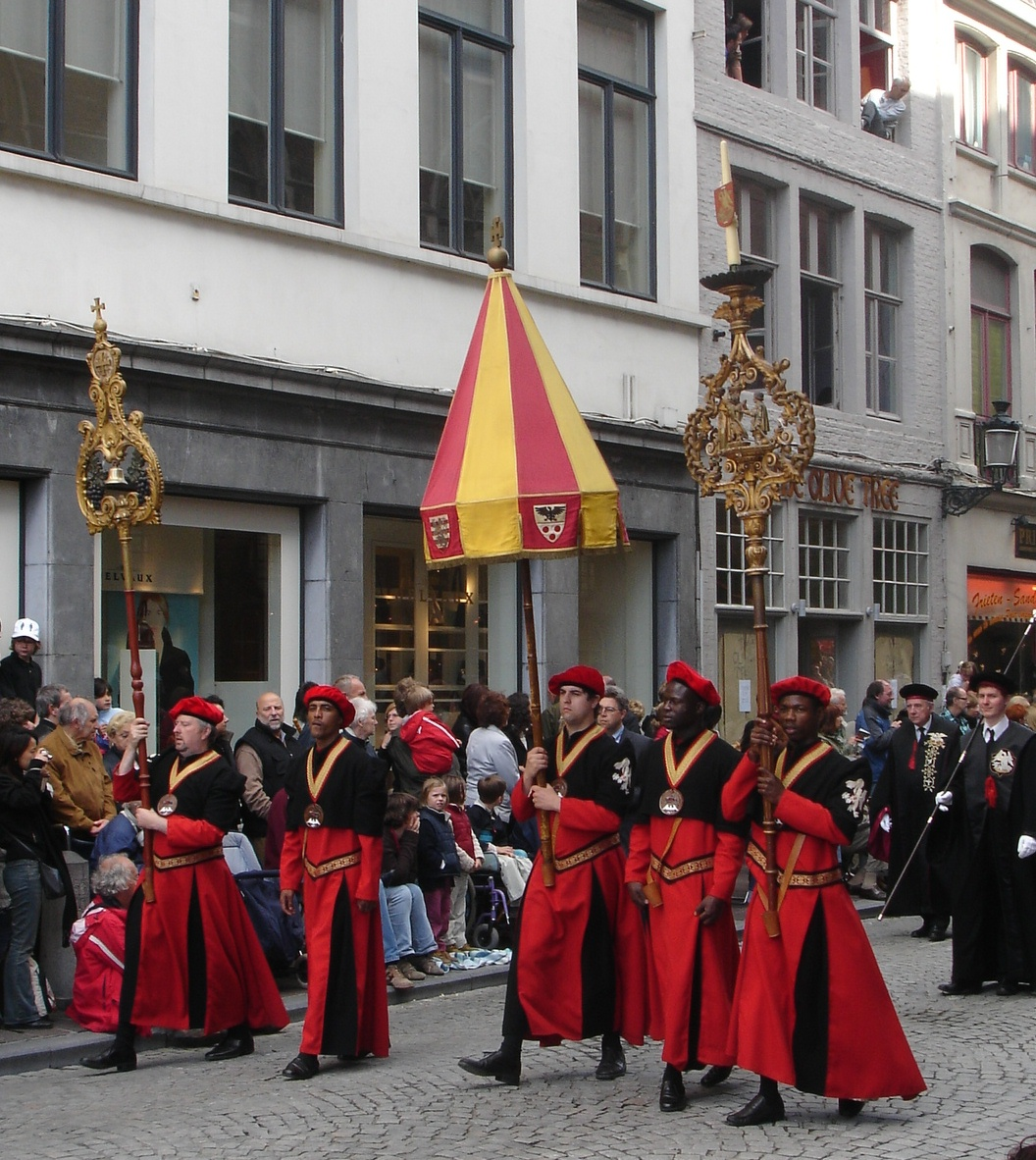
Het conopeum

Vanaf de aanvang beeldde men tijdens de processie vooral Bijbelse taferelen uit, meer bepaald scènes die betrekking hadden op het Lijden van Christus. Voor het overige ging het meer om een stoet dan om een processie, met de optocht van alle gilden en ambachten, van het stadspersoneel, van pelgrims, van de leden van de Edele Confrérie en van de stadsmagistraat. Dit alles werd kleur bijgezet door talrijke musicerende groepjes en door vele ruiters.
Vanaf de 16e eeuw kwamen heel wat profane groepen in de processie voor. In 1512 werd voor het eerst de reus Trevanus met zijn vrouw meegedragen. In 1670 was de ganse reuzenfamilie van Trevanus present. Op een wagen werden de wisselvalligheden van het lot voorgesteld door een astroloog, een landbouwer, zijn knechten, een rijke koopman en Valentinianus, koning der Romeinen. Een wagen symboliseerde de trouw van de koning van Spanje aan de Maagd van Vlaanderen. Een wagen toonde de pelikaan als symbool van de liefde van Christus voor de mensheid. Een wagen beeldde de hel uit, met het verhaal van Orfeus en Euridyce.
In 1687 en volgende jaren werd, naast de vele reuzen, ook het Ros Beiaard met de vier Aymonskinderen meegedragen. Wagens waren gewijd aan de Pelikaan, aan de Parnassusberg, aan de Hel maar ook aan de Hemel. De Brugse medicus en dichter Cornelius Kelderman had verzen geschreven die werden gezongen onder het uitvoeren van danspassen.
De jubileumstoet van 1749 vormde een hoogtepunt. Een reeks rococopraalwagens rolde voorbij die de geschiedenis van het H. Bloed en de trouw van de stad aan de relikwie uitbeeldde. De ambachten en neringen namen deel met wagens die men als een rollende menagerie kan omschrijven, waarbij ieder dier (tijger, krokodil, neushoorn, olifant, walvis, enz.) een allegorische betekenis kreeg, die in moeizame rederijkersverzen en met een ingewikkelde symboliek werd verkondigd.
Vanaf 1819 legde de nieuwe H.-Bloedprocessie, nu ze niet meer kon rekenen op de deelname van de afgeschafte ambachten en neringen, de nadruk op de participatie van de zeven stadsparochies. Iedere parochie stelde al zijn geestelijke broederschappen op, een zestigtal in totaal, die samen de H.-Bloedprocessie vormden, zonder dat er nog een band overbleef met de geschiedenis en de reliek van het Heilig Bloed. Uitzonderingen waren de jubileumprocessies van 1850 en 1869 waarin verklede groepen voor het eerst de historie van het H. Bloed voorstelden.
Een belangrijke kentering vond plaats in 1900. Tijdens de voorafgaande jaren hadden drie stoeten aan de Bruggelingen de gelegenheid gegeven om die met de H. Bloedprocessie te vergelijken. Het ging om de stoet ter ere van Karel de Goede (1884), de stoet bij de inhuldiging van het standbeeld van Jan Breydel en Pieter de Coninck (1887) en de stoet ter ere van de zalige Idesbaldus van der Gracht (1896). Kanunnik Adolf Duclos was hierbij de enthousiaste stoetenbouwer. Hij zorgde ook voor een vernieuwing van de H.-Bloedprocessie, in samenwerking met graaf Gustave Herwyn (1843-1929), proost van de Edele Confrérie, en van kapelaan Frans De Cock (1858-1908). De vier delen van de processie behandelden: de geschiedenis van de relikwie - de patronen van iedere Brugse parochie - het leven van Jezus - met afsluitend het Heilig Bloed omringd door geestelijkheid en Confrérie.
In 1931 werd een vernieuwing geleid door Alfons Maertens (1890-1941), pastoor van de Potterie, die liturgist, historicus en kunstkenner was. De structuur van de processie werd gecentreerd rond het thema bloed: het oude verbond of de voorafbeelding, het nieuwe verbond of de volbrenging en ten slotte de Verering. Maertens introduceerde de afwisseling van sprekende en zingende groepen en van wagens. In 1951 werden de kostuums grotendeels vernieuwd.
In 1958 werd, geïnspireerd door de 'Eucharistische belijdenisstoet' die in 1956 door Brugge was getrokken, en die onder de invloed van onder meer de choreograaf Heiko Kolt een frisse en nieuwe sfeer uitstraalde, een vernieuwing van de processie doorgevoerd onder de leiding van kanunnik Arthur Camerlynck, rector van de H.-Bloedkapel. Ontroerende en dramatische taferelen uit het Bijbelverhaal werden minder kleurrijk voorgesteld of vielen weg om te worden vervangen door allegorisch-lyrische uitbeeldingen die de toeschouwers minder aanspraken. De 'modernisering' hield onder meer in dat de wagens niet meer door paarden werden getrokken maar door enigszins gecamoufleerde motorvoertuigen en dat muziek op geluidsbanden was opgenomen en via luidsprekers weerklonk. Deze te prozaïsche werkwijze werd fel bekritiseerd.
De huidige, grondig vernieuwde processie dateert uit de periode 1970-1975 en is opgevat in een stijl die teruggrijpt naar Brugges Gouden Eeuw (15e eeuw). De ontwerper, historicus Antoon Viaene stelde het voor alsof elke groep werd uitgebeeld of ondersteund door een van de talrijke Brugse broederschappen en verenigingen die vanaf de 12de-13de eeuw de relikwie vereerden. Door deze historische projectie onttrok de ontwerper de uitbeelding en de symboliek aan theologische of historische revisies van zijn tijd (die van dom Huyghebaert bijvoorbeeld) en van later.
De kostuums werden allen nieuw ontworpen door Arno Brys en gaven aan de processie een ongemeen rijk en homogeen uitzicht. Er werd op geen inspanning gekeken om talrijke muziekkorpsen, vele ruiters, en allerhande dieren (schaapskudde, ezels, kamelen) bij de processie te betrekken. De groepen stapten niet zomaar meer op, maar hadden elk een eigen activiteit: korte dramatische dialoog of scène, dans, zang, enz.

## Geen processie
Tijdens enkele woelige periodes ging de processie niet door. Dit was het geval tijdens:
- de godsdienstoorlogen, meer bepaald de jaren van het calvinistisch bestuur in Brugge, van de jaren 1579 tot en met 1584,
- de Franse tijd, vanaf 1796, tot aan de terugkeer van de relikwie onder het Verenigd Koninkrijk in 1819,
- de Eerste Wereldoorlog, jaren 1915 tot en met 1918,
- de Tweede Wereldoorlog, jaren 1941 tot en met 1944,
- de coronacrisis in België, 2020 en 2021 (in 2021 wel een beperkte ochtendprocessie om de relikwie van de Heilig Bloedbasiliek naar de Sint-Salvatorskathedraal te brengen).

## Relieken

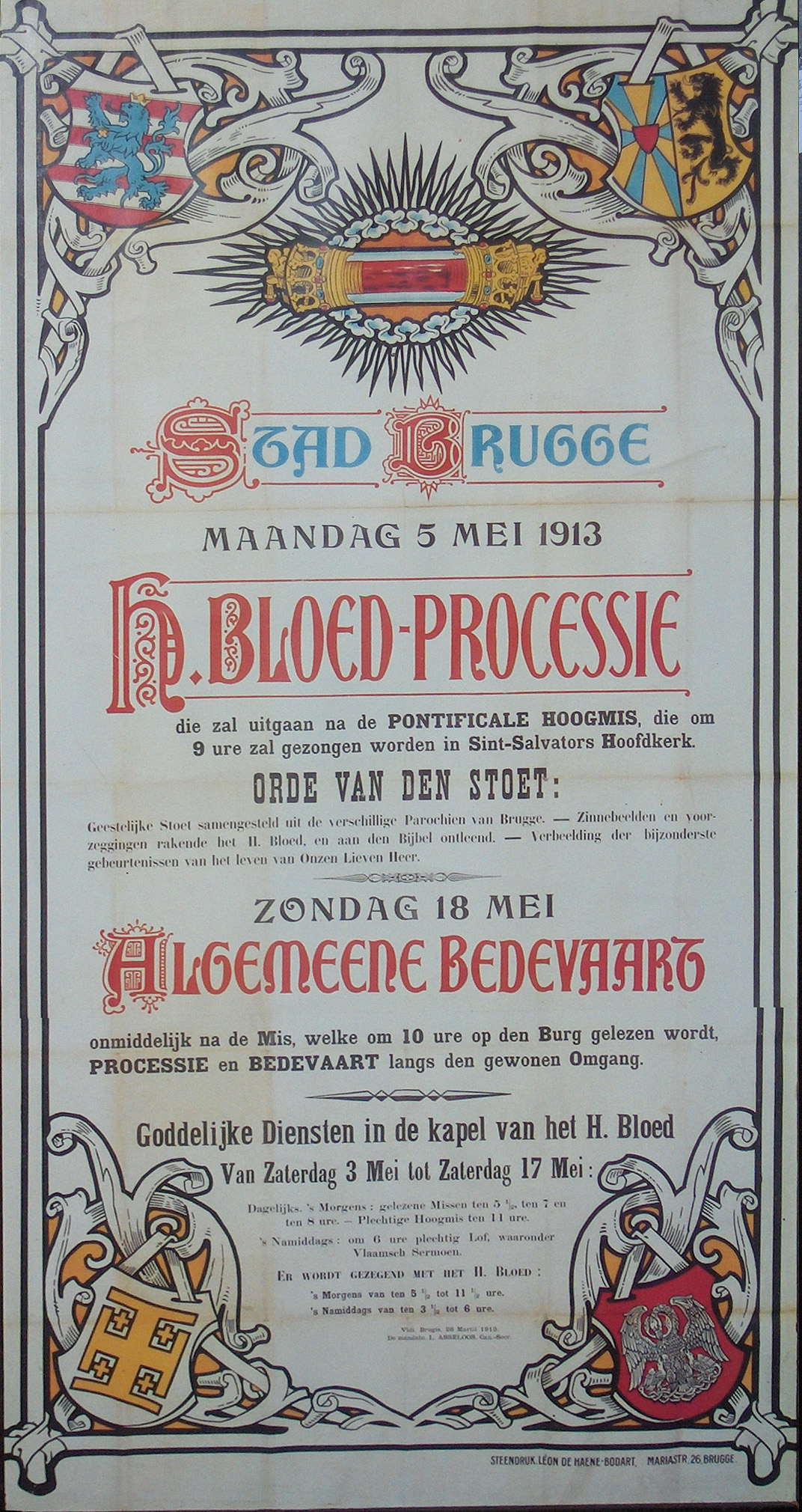
Affiche van de Heilig Bloedprocessie, mei 1913

Vroeger werden in de processie veel relieken meegedragen, die telkens een parochie van de stad vertegenwoordigden, namelijk die van:
- Heilige Donatianus (parochie Sint-Salvator)
- Heilige Eligius (parochie Sint-Salvator)
- Heilige Bonifatius (parochie Onze-Lieve-Vrouw)
- Heilig Kruis (parochie Onze-Lieve-Vrouw)
- Heilige Gillis (parochie Sint-Gillis)
- Heilige Jacobus (parochie Sint-Jacob)
- Heilige Anna (parochie Sint-Anna)
- Heilige Walburga (parochie Sint-Walburga)
- Heilige Catharina (parochie H.-Magdalena)
- Doornenkroon (parochie Kristus-Koning)
- Zalige Karel de Goede (parochie Sint-Jozef, parochie H.-Familie).[1]
- Pareerkaars van het Heilig Bloed.

Rondom de relieken liep vaak een eigen groep mee die een thema uitbeeldde. Begin 21ste eeuw werden nog slechts drie relieken meegedragen: Zalige Idesbald, Sint Donaas en Sint Elooi.

## Reliekschrijn
Het reliekschrijn van het Heilig Bloed is door de Brugse goudsmid Jan Crabbe in 1617 vervaardigd met aanwending van ongeveer 30 kilo goud en zilver en meer dan 100 edelstenen. De beeldjes in de bovenste torentjes verbeelden Sint-Donaas, patroonheilige van Brugge, Christus, de Maagd Maria en de Heilige Basilius.
Jaarlijks wordt het schrijn met de relikwie meegedragen op een processiebaar in de Heilig Bloedprocessie. De processie vindt plaats na een pontificale hoogmis in de Sint-Salvatorskathedraal.

## Datum
Vanaf de aanvang ging de processie jaarlijks uit op 3 mei, feest van de Heilig Kruisvinding. Tijdens de volgende eeuwen varieerde die datum af en toe.
Vanaf 1782 werd de processie verplaatst naar de eerste zondag in de maand mei. De stadsmagistraat had op deze wijziging aangedrongen bij de bisschop, teneinde een grotere volkstoeloop verzekerd te zien. Na de 'Beloken Tijd' werd, vanaf de eerste processie in 1819, de datum vastgesteld op de eerste maandag na de tweede mei, hetzij dus ten vroegste op 3 en ten laatste op 9 mei. Dit bleef zo tot en met 1969. In de jaren zestig van de twintigste eeuw verminderde de belangstelling voor een processie die uitging op een gewone werkdag.
Tijdens de raadszittingen van 17 mei en 22 november 1968 verklaarde gemeenteraadslid Andries Van den Abeele dat het de verkeerde weg op ging met de processie en dat goede organisatie, stijl en ernst teloorgingen. Hij vond ook dat de uitgangsdag op een maandag, gewone werkdag voor iedereen buiten Brugge en voor Bruggelingen die in Brussel of elders werkten, een anachronisme was geworden. Zijn voorstel werd weggehoond door oudere raadsleden, meer bepaald door het socialistische raadslid August De Clerck, die vond dat dit onverantwoorde nieuwlichterij was. Een paar jaar later werd alsnog voor een wettelijke feestdag, Hemelvaart, gekozen. Sinds 1970 gaat de processie op die dag uit.

## Eenentwintigste eeuw
De processie, waar ruim 1800 figuranten aan deelnemen, wordt druk bijgewoond. Jaarlijks telt men ongeveer 40.000 belangstellenden langs het parcours. Aan de relikwie wordt eer betuigd door de mee opstappende geestelijke en burgerlijke overheden.
In de loop van het jaar wordt de relikwie van het Heilig Bloed iedere dag aan de gelovigen ter verering aangeboden in de Heilig Bloedbasiliek.

## Leden van de Edele Confrérie
De Edele Confrérie van het Heilig Bloed werd kort na 1400 gesticht. Zij heeft tot doel de relikwie te bewaren en de verering ervan te bevorderen. Zij organiseert onder meer de jaarlijkse processie. In 2023 werd voor het eerst een vrouw als lid van de confrérie verkozen.

## Werelderfgoed
Op 30 september 2009, tijdens zijn bijeenkomst in Abu Dhabi, besliste het Intergouvernementeel Comité van UNESCO voor de bescherming van het immaterieel erfgoed, de Heilig Bloedprocessie op te nemen op de lijst van Meesterwerken van het Orale en Immateriële Erfgoed van de Mensheid.

## Eregenodigden

### Processie 1838
- Raffaele Fornari, nuntius in België
- Engelbertus Sterckx, kardinaal-aartsbisschop van Mechelen

### Processie 1844
- Joachim Pecci, apostolisch nuntius in Brussel, de latere paus Leo XIII

### Processie 1849
- Nicholas Wiseman, later kardinaal Wiseman

### Processie 1886
- Domenico Ferrata, apostolisch nuntius in België

### Processie 1910
- Désiré-Joseph kardinaal Mercier, aartsbisschop van Mechelen

### Processie 1929
- Jozef kardinaal Van Roey, aartsbisschop van Mechelen

### Processie 1935
- Kardinaal Achille Liénart, aartsbisschop van Rijsel
- Henri Eduard Dutoit, bisschop van Arras

### Hemelvaart 1973
- Karol Wojtyła, aartsbisschop van Krakau, de latere paus Johannes Paulus II

### Hemelvaart 2005
- Roger Vangheluwe, bisschop van Brugge
- Karel-Jozef Rauber apostolisch nuntius in België en Luxemburg
- André Dupuy, apostolisch nuntius bij de Europese Gemeenschappen
- Luc Van Looy, bisschop van Gent
- Simon, orthodoxe bisschop in Brussel
- John Saxbee, bisschop van Lincoln

### Hemelvaart 2006
- Karl-Josef Rauber, apostolisch nuntius, titulair aartsbisschop van Iubaltiana
- André Dupuy, apostolisch nuntius bij de Europese Gemeenschappen
- Luc Van Looy, bisschop van Gent
- Paul Van den Berghe, bisschop van Antwerpen
- Pierre Warin, hulpbisschop van Namen
- Severios Hazail Soumi, bisschop van de Syrisch-Orthodoxe gemeenschap in België
- Tim Ellis, bisschop van Grantham
- Manu Van Hecke, abt van Westvleteren
- René Fobe, abt van Zevenkerke
- Eric-Godfried Feys, prior van de Sint-Pietersabdij

#### Burgerlijke genodigden
- de Hertog en de Hertogin van Brabant

### Hemelvaart 2007
- Laurent Monsengwo Pasinya, aartsbisschop van Kisangani, later kardinaal-aartsbisschop van Kinshasa
- Willem Jacobus Eijk, aartsbisschop van Utrecht, toen nog bisschop van Groningen
- Karl-Josef Rauber, apostolisch nuntius
- Jozef De Kesel, hulpbisschop van Mechelen-Brussel
- Athenagoras Peckstadt, metropoliet orthodoxe kerk

### Hemelvaart 2008
- Roger Vangheluwe, bisschop van Brugge
- Karl-Jozef Rauber, nuntius
- André Dupuy, nuntius bij de Europese Unie
- Luc Van Looy, bisschop van Gent
- John Saxbee, bisschop van Lincoln
- Simon, orthodox bisschop in Brussel

#### Burgerlijke genodigden
- Ravinatha Pandukabhaya Aryasinka, ambassadeur van Sri Lanka te Brussel
- Tamar Samash, ambassadeur van Israël te Brussel
- Carlos Gómez - Múgica Sanz, ambassadeur van Spanje te Brussel
- Aartshertog Rudolf van Oostenrijk (1950)
- Aartshertogin Anna Gabriella van Oostenrijk
- Aartshertogin Marie Christine van Oostenrijk
- Aartshertog Carl-Christian van Oostenrijk
- Aartshertogin Marie-Astrid van Luxemburg
- Aartshertogin Gabrielle van Oostenrijk
- Ambassadeur Riesle
- Aartshertogin Alexandra van Oostenrijk
- Graaf Rodolphe de Limburg Stirum

### Hemelvaart 2009
- Roger Vangheluwe, bisschop van Brugge
- Godfried kardinaal Danneels, aartsbisschop van Mechelen-Brussel & Voorzitter van de Belgische bisschoppenconferentie
- Walter kardinaal Kasper, president van de Pauselijke Raad ter Bevordering van de Eenheid van de Christenen
- Karl-Josef Rauber, apostolisch nuntius

#### Burgerlijke genodigden
- Frank De Coninck, ambassadeur bij de H. Stoel

### Hemelvaart 2010
- Robert Sarah, kardinaal
- Laurent Ulrich, aartsbisschop van Rijsel
- Zacchaeus Okoth, aartsbisschop van Kisumu (Kenya)
- Johan Bonny, bisschop van Antwerpen
- Ad van Luyn, bisschop van Rotterdam
- David Tustin, hulpbisschp van Lincoln
- Koen Vanhoutte, vicaris-generaal, diocesaan administrator
- Athenagoras Peckstadt, bisschop van Sinope, hulpbisschop van de Orthodoxe Kerk in België.
- David Tustin, hulpbisschop van het anglicaanse bisdom Lincoln in het Verenigd Koninkrijk

### Hemelvaart 2011
- Giacinto Berloco, titulair aartsbisschop van Fidene, pauselijk nuntius in België
- Jozef De Kesel, bisschop van Brugge
- Frans Daneels, titulair bisschop van Bita, secretaris van de Apostolische signatuur in Vaticaanstad
- Gerard Coliche, hulpbisschop van Rijsel
- Jean Kockerols, hulpbisschop van Mechelen-Brussel
- Koen Vanhoutte, vicaris-generaal van het bisdom Brugge
- Canon John Patrick, vertegenwoordiger van de bisschop van Lincolnshire
- Canon Anthony Dolan, vertegenwoordiger van de bisschop van Nottingham
- René Fobe, abt van de Sint-Andries Abdij Zevenkerken
- Manu Van Hecke, abt van de Sint-Sixtusabdij Westvleteren
- Eric-Godfried Feys, prior van de Sint-Pietersabdij, Steenbrugge
- Sabien Bosson, abdis van de Sint-Godelieveabdij, Brugge
- Johannes Fillet, abdis van de Sint-Trudoabdij Male

### Hemelvaart 2012
- Jozef De Kesel, bisschop van Brugge
- Giacinto Berloco, pauselijk nuntius
- Leon Lemmens, hulpbisschop van Mechelen-Brussel
- Manu Van Hecke, abt van West-Vleteren
- René Fobe, prior van de Sint-Andriesabdij
- Eric-Godfried Feys, prior van de Sint-Pietersabdij
- Sabine Bousson, abdis van de Heilige Godelieveabdij
- Johannes Fillet, abdis van de Sint-Trudoabdij

#### Burgerlijke genodigden
- Prins Lorenz en Prinses Astrid

### Hemelvaart 2013
- Giacinto Berloco, nuntius in België en Luxemburg
- Jozef De Kesel, bisschop van Brugge
- Guy Harpigny, bisschop van Doornik
- Hugo Vanermen, rector van Sint-Juliaan-der-Vlamingen in Rome
- René Fobe, prior van de Sint-Andriesabdij
- Eric-Godfried Feys, prior van de Sint-Pietersabdij
- Sabine Bousson, abdis van de Heilige Godelieveabdij
- Johannes Fillet, abdis van de Sint-Trudoabdij

### Hemelvaart 2014
- Jozef De Kesel, bisschop van Brugge
- Giacinto Berloco, nuntius in België en Luxemburg
- Johan Bonny, bisschop van Antwerpen
- Christopher Lowson, bisschop van het anglicaanse bisdom Lincoln (Groot-Brittannië)
- Erik De Sutter, abt van Grimbergen
- René Fobe, prior van de Sint-Andriesabdij
- Eric-Godfried Feys, prior van de Sint-Pietersabdi
- Sabine Bousson, abdis van de Heilige Godelieveabdij
- Johannes Fillet, abdis van de Sint-Trudoabdi

### Hemelvaart 2015

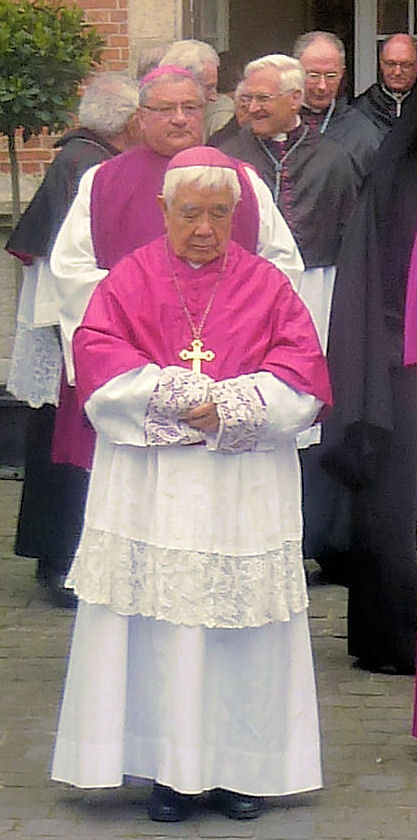
Voor de processie 2015, Mgr. Ti-kang

- Jozef De Kesel, bisschop van Brugge
- Giacinto Berloco, apostolisch nuntius
- Joseph Ti-Kang, aartsbisschop van Taipei
- Alain Paul Lebeaupin, nuntius voor Europa
- Jan Liesen, bisschop van Breda
- Gérard Coliche, hulpbisschop van Rijsel
- Athenagoras Peckstadt, metropoliet

### Hemelvaart 2016
- Jozef De  Kesel, bisschop van Brugge
- Patrick Hoogmartens, bisschop van Hasselt
- Koen Van Houtte, diocesaan administrator, vicaris-generaal, daarna hulpbisschop Brussel-Mechelen
- René Fobe, prior van de Sint-Andriesabdij
- Eric-Godfried Feys, prior Sint-Pietersabdij
- Franse pastoor-deken van Cambrai, Mathieu Dervaux

### Hemelvaart 2017
- Mgr. Lode Aerts, bisschop van Brugge
- Augustine Kasujja, aartsbisschop, nuntius in België en Luxemburg
- Luc Van Looy, bisschop van Gent
- Guy Harpigny, bisschop van Doornik
- Athenagoras Peckstadt, metropoliet van de orthodoxe kerk in Belgë en Nederland

### Hemelvaart 2018
- Lode Aerts, bisschop van Brugge
- Bruno Ateba, bisschop van Murooua (Kameroen)
- Antoine Hérouard, hulpbisschop van Rijsel, later aartsbisschop van Dijon
- Ted Hoogenboom, hulpbisschop van Utrecht
- Robert Innes, anglicaans bisschop voor Europa
- Kanunnik Pierre Breyne, vicaris-generaal Brugge
- René Fobe, prior van de Sint-Andriesabdi
- Eric-Godfried Feys, prior van de Sint-Pietersabdij

### Hemelvaart 2019
- Lode Aerts, bisschop van Brugge
- Stefan Brislin, aartsbisschop van Cape Town
- Ron van den Hout, bisschop van Groningen-Leeuwarden
- René Stockman, generaal overste van de Broeders van Liefde
- Manu Van Hecke, abt van de Sint-Sixtusabdij
- René Fobe, prior van de Sint-Andriesabdi, Zevenkerken
- Eric-Godfried Feys, prior van de Sint-Pietersabdij, Steenbrugge

### Hemelvaart 2020
Geen processie

### Hemelvaart 2021
Geen processie

### Hemelvaart 2022
- Lode Aerts, bisschop van Brugge
- Franco Coppola, aartsbisschop,  nuntius
- René Fobe, prior abdij Zevenkerken

### Hemelvaart 2023
- Lode Aerts, bisschop van Brugge
- Lode Van Hecke, bisschop van Gent
- Dominique Mathieu, aartsbisschop van Teheran-Ispahan
- Guido Van Belle, abt van de trappistenabdij in Zundert

#### Burgerlijke genodigden
- Jan Jambon, Vlaams minister-president.

## Data van de processie
Aangezien de datum van de processie sinds 1970 vastgelegd is op Hemelvaartsdag, feestdag die net zoals Pasen wordt bepaald aan de hand van de maanstanden, verschilt de dag waarop de processie plaatsvindt per jaar.
- De processie ging nooit op een latere datum door dan in 2011, met name op 2 juni. Pas in 2038 zal die nog later en op de uiterste mogelijke datum doorgaan, namelijk op 3 juni. In 2035 zal dit gebeuren op 3 mei, wat tot 1833 de oorspronkelijke datum was.
- Waarschijnlijk ging ze nooit vroeger uit dan in 2008, namelijk op 1 mei. Slechts in 2285 valt Pasen op 22 maart, en komt de Heilig Bloedprocessie op haar vroegst, namelijk op 30 april.[5]

De komende jaren zal de processie, als ze gekoppeld blijft aan Hemelvaartsdag, op de volgende datum plaatsvinden.
| Jaar | Datum  |
| ---- | ------ |
| 2024 | 9 mei  |
| 2025 | 29 mei |
| 2026 | 14 mei |
| 2027 | 6 mei  |
| 2028 | 25 mei |
| 2029 | 10 mei |
| 2030 | 30 mei |

## Verfilming
- De eerste Heilig Bloedprocessie die werd vastgelegd op film was deze van maandag 7 mei 1900. De beelden werden gemaakt door de rondreizende cineast Henri Grünkorn (1856-1915). Enkele dagen later was de film reeds te zien op de Meifoor. Maar Grünkorn projecteerde deze ook in andere steden, met gevolg dat het evenement ook ver daarbuiten bekend geraakte.
- Een anonieme verfilming (zwart/wit) dateert uit 1928. Het is niet zeker dat hiervan nog een kopie bestaat.
- In 1931 werd, wellicht naar aanleiding van de inhuldiging van het Groeningemuseum, een driedelige promotiefilm gemaakt onder de titel Brugge onder het Gulden Vlies. Deel III, met de titel Brugge de mystieke is een verfilming van de H. Bloedprocessie.
- Een anonieme verfilming uit 1935 of 1938 behoort tot de verzameling van de Brugse amateurcineasten.
- Een anonieme verfilming uit 1940 (in kleur) dateert van enkele dagen voor de Duitse bezetting en behoort eveneens tot de verzameling van de Brugse amateurcineasten.
- In de Brugse jaarfilmen (1971 t/m 1976) door Gilbert Lambert, komt elk jaar een sequentie voor over de H. Bloedprocessie.
- Door Videowest werd in 2000 een film gemaakt Historische en religieuze praalstoeten in Brugge, waarin uitgebreid beelden van de H. Bloedprocessie voorkomen.
- In 2010 werd een dvd met reportage van de H. Bloedprocessie geschonken aan alle deelnemers, met daarop de processie die uitging in 2009.
- In 2012 werd de integrale processie opnieuw gefilmd en op dvd uitgebracht. De dvd werd aan alle deelnemers cadeau gedaan en was te koop in de Heilig Bloedbasiliek. Tegenwoordig is de film te vinden op YouTube.
- In 2020 en 2021 kon de Heilig Bloedprocessie als gevolg van de coronacrisis niet doorgaan. Daarom werd er in 2022 voor gekozen om de Heilig Bloedprocessie integraal te filmen en live uit te zenden op regionale zender Focus-WTV. Op die manier werd de processie onder meer toegankelijk voor wie niet fysiek aanwezig kon zijn (bijvoorbeeld bewoners van woonzorgcentra). Gelijktijdig werd de uitzending live gestreamd via meerdere online kanalen. De film is te vinden op YouTube. De uitzending was een groot succes. In 2023 werd deze actie daarom herhaald.

De meeste van deze films worden bewaard op het stadsarchief van Brugge, soms in originele versie op cellulose, steeds omgezet op VHS-video. Ze worden ook overgezet op dvd.